# A Legacies – A sötétség öröksége epizódjainak listája
Ez a lista a Legacies - A sötétség öröksége című amerikai sorozat epizódjait tartalmazza.

## Évados áttekintés
| Évad | Évad | Epizódok | Eredeti sugárzás  | Eredeti sugárzás  | Eredeti adó        | Magyar sugárzás    | Magyar sugárzás   | Magyar adó |
| Évad | Évad | Epizódok | Évadpremier       | Évadfinálé        | Eredeti adó        | Évadpremier        | Évadfinálé        | Magyar adó |
| ---- | ---- | -------- | ----------------- | ----------------- | ------------------ | ------------------ | ----------------- | ---------- |
|      | 1.   | 16       | 2018. október 25. | 2019. március 28. |                    | 2019. január 8.    | 2019. április 23. |            |
|      | 2.   | 16       | 2019. október 2.  | 2020. március 26. | 2020. január 7.    | 2020. április 21.  |                   |            |
|      | 3.   | 16       | 2021. január 21.  | 2021. június 24.  | 2021. március 14.  | 2021. augusztus 8. |                   |            |
|      | 4.   | 20       | 2021. október 14. | 2022. június 16.  | 2021. november 12. | 2022. július 22.   |                   |            |

## Első évad (2018-2019)
| Sor. | Év. | Cím                                                                                          | Rendező             | Író                                                                       | Premier                              | Nézettség   |
| ---- | --- | -------------------------------------------------------------------------------------------- | ------------------- | ------------------------------------------------------------------------- | ------------------------------------ | ----------- |
| 1.   | 1.  | Most kéne futnod (This Is the Part Where You Run)                                            | Chris Grismer       | Julie Plec                                                                | 2018. október 25. 2019. január 8.    | 1,12 millió |
| 2.   | 2.  | Beérem a világégés látványával (Some People Just Want to Watch the World Burn)               | Michael A. Allowitz | Brett Matthews és Julie Plec                                              | 2018. november 1. 2019. január 15.   | 1,13 millió |
| 3.   | 3.  | Csak szívatnak minket, Pedro (We're Being Punked, Pedro)                                     | Carol Banker        | Julie Plec és Sherman Payne                                               | 2018. november 8. 2019. január 22.   | 1,09 millió |
| 4.   | 4.  | Hope nem példakép (Hope Is Not the Goa)                                                      | Chris Grismer       | Történet: Brett Mathews Tévéjáték: Bryce Ahart és Stephanie McFarlane     | 2018. november 15. 2019. január 29.  | 1,08 millió |
| 5.   | 5.  | Malivor (Malivore)                                                                           | Michael Karasick    | Thomas Brandon és Penny Cox                                               | 2018. november 29. 2019. február 5.  | 1,01 millió |
| 6.   | 6.  | Drága Mombi (Mombie Dearest)                                                                 | Geoffrey Wing Shotz | Marguerite MacIntyre                                                      | 2018. december 6. 2019. február 12.  | 1,18 millió |
| 7.   | 7.  | Kopogtat az ajtómon a halál (Death Keeps Knocking on My Door)                                | Angela Gomes        | Julie Plec                                                                | 2018. december 13. 2019. február 19. | 1,05 millió |
| 8.   | 8.  | A végén kéne kezdenem (Maybe I Should Start at the End)                                      | Nathan Hope         | Brett Matthews                                                            | 2019. január 24. 2019. február 26.   | 1,01 millió |
| 9.   | 9.  | Mit csinált Hope az álmodban? (What Was Hope Doing in Your Dreams?)                          | Darren Grant        | Penny Cox                                                                 | 2019. január 31. 2019. március 5.    | 1,01 millió |
| 10.  | 10. | Van egy világ amelyben az álmaid valóra válnak (There's a World Where Your Dreams Came True) | John Hyams          | Brett Matthews és Josh Schaer                                             | 2019. február 7. 2019. március 12.   | 1,15 millió |
| 11.  | 11. | Reflektorfény kéne (We're Gonna Need a Spotlight)                                            | Barbara Brown       | Thomas Brandon és Penny Cox                                               | 2019. február 21. 2019. március 19.  | 0,71 millió |
| 12.  | 12. | Egy múmia sétál a főutcán (There's a Mummy on Main Street)                                   | Julie Plec          | Marguerite MacIntyre és Sherman Payne                                     | 2019. február 28. 2019. március 26.  | 0,87 millió |
| 13.  | 13. | A fiú aki annyi jót tehetne (The Boy Who Still Has a Lot of Good to Do)                      | Paul Wesley         | Történet: Mark Ryan Walberg Tévéjáték: Bryce Ahart és Stephanie McFarlane | 2019. március 7. 2019. április 2.    | 0,81 millió |
| 14.  | 14. | Fejezzük be a táncot! (Let's Just Finish the Dance)                                          | Geoff Shotz         | Sherman Payne                                                             | 2019. március 14. 2019. április 9.   | 0,96 millió |
| 15.  | 15. | Elmondok egy történetet (I'll Tell You a Story)                                              | Tony Solomons       | Thomas Brandon                                                            | 2019. március 21. 2019. április 16.  | 1 millió    |
| 16.  | 16. | Mindig van kiskapu (There's Always a Loophole)                                               | Mary Lou Bellucci   | Brett Matthews                                                            | 2019. március 28. 2019. április 23.  | 0,93 millió |

## Második évad (2019-2020)
| Sor. | Év. | Cím | Rendező             | Író                                   | Premier                             | Nézettség   |
| ---- | --- | --- | ------------------- | ------------------------------------- | ----------------------------------- | ----------- |
| 17.  | 1.  | Sosem adom fel a reményt (I'll Never Give Up Hope)                                                                  | Julie Plec          | Julie Plec és Brett Matthews          | 2019. október 10. 2020. január 7.   | 0,80 millió |
| 18.  | 2.  | Ez az év más lesz (This Year Will Be Different)                                                                     | Jeffrey Hunt        | Thomas Brandon                        | 2019. október 17. 2020. január 14.  | 0,83 millió |
| 19.  | 3.  | Emlékeztetsz egy régi ismerősre (You Remind Me of Someone I Used to Know)                                           | Michael Allowitz    | Brett Matthews és Adam Higgs          | 2019. október 24. 2020. január 21.  | 0,84 millió |
| 20.  | 4.  | Te mióta beszélsz japánul (Since When Do You Speak Japanese?)                                                       | Geoff Shotz         | Penny Cox                             | 2019. november 7. 2020. január 28.  | 0,79 millió |
| 21.  | 5.  | Gagyi végjáték (Screw Endgame)                                                                                      | Barbara Brown       | Brett Matthews és Thomas Brandon      | 2019. november 14. 2020 február 4.  | 0,87 millió |
| 22.  | 6.  | Ezt nem is kell felidéznem (That's Nothing I Had to Remember)                                                       | Bola Ogun           | Adam Higgs és Josh Eiserike           | 2019. november 21. 2020 február 11. | 0,86 millió |
| 23.  | 7.  | Hamarosan fájdalmasan érthető lesz (It Will All Be Painfully Clear Soon Enough)                                     | Lauren Petzke       | Jimmy Mosqueda és Cynthia Adarkwa     | 2019. december 5. 2020 február 18.  | 0,86 millió |
| 24.  | 8.  | Ez a Karácsony meglepően durva volt (This Christmas Was Surprisingly Violent)                                       | Brett Matthews      | Brett Matthews és Hannah Rosner       | 2019. december 12. 2020 február 25. | 0,93 millió |
| 25.  | 9.  | Nélküled nem sikerülne (I Couldn't Have Done This Without You)                                                      | Carl Seaton         | Thomas Brandon és Hannah Rosner       | 2020. január 16. 2020. március 3.   | 0,73 millió |
| 26.  | 10. | Na ezért nem bízzuk a tervezést muppet bébikre (This Is Why We Don't Entrust Plans to Muppet Babies)                | America Young       | Adam Higgs és Josh Eiserike           | 2020. január 23. 2020. március 10.  | 0,72 millió |
| 27.  | 11. | Mi a Qupido szitu? (What Cupid Problem?)                                                                            | Darren Grant        | Penny Cox és Cynthia Adarkwa          | 2020. január 30. 2020. március 17.  | 0,86 millió |
| 28.  | 12. | Kai Parker átvágott minket (Kai Parker Screwed Us)                                                                  | Angela Barnes Gomes | Brett Matthews és Thomas Brandon      | 2020. február 6. 2020. március 24.  | 0,63 millió |
| 29.  | 13. | Nem mented meg mindet (You Can't Save Them All)                                                                     | Jeffrey Hunt        | Brett Matthews és Thomas Brandon      | 2020. február 13. 2020. március 31. | 0,63 millió |
| 30.  | 14. | A hely, ahol felbukkan, ami elveszett (There's a Place Where the Lost Things Go)                                    | Michael Karasick    | Brett Matthews és Mark Ryan Walberg   | 2020. március 12. 2020. április 7.  | 0,52 millió |
| 31.  | 15. | Sokkal könnyebb volt az életem, amikor csak magamat védtem (Life Was So Much Easier When I Only Cared About Myself) | Lauren Petzke       | Adam Higgs és Jimmy Mosqueda          | 2020. március 19. 2020. április 14. | 0,66 millió |
| 32.  | 16. | A sötétség elleni harc a dolgom (Facing Darkness is Kinda My Thing)                                                 | Michael Karasick    | Thomas Brandon és Sylvia Batey Alcala | 2020. március 26. 2020. április 21. | 0,67 millió |

## Harmadik évad (2021)
| Sor. | Év. | Cím | Rendező                      | Író                              | Premier                                                              | Nézettség   |
| ---- | --- | --- | ---------------------------- | -------------------------------- | -------------------------------------------------------------------- | ----------- |
| 33.  | 1.  | Nem vagyunk méltók (We're Not Worthy)                                                                                   | Jeffrey Hunt                 | Penny Cox és Cynthia Adarkwa     | 2021. január 21. 2021. március. 14.                                  | 0,69 millió |
| 34.  | 2.  | A búcsú tényleg szívás (Goodbyes Sure Do Suck)                                                                          | Eric Dean Seaton             | Benjamin Raab és Deric A. Hughes | 2021. január 28. 2021. március. 21.                                  | 0,71 millió |
| 35.  | 3.  | Salvatore: A Musical! (Salvatore: The Musical!)                                                                         | Jason Stone                  | Thomas Brandon                   | 2021. február 4. 2021. március. 28.                                  | 0,62 millió |
| 36.  | 4.  | Fogj erősen! (Hold on Tight)                                                                                            | Jeffrey Hunt                 | Brett Matthews                   | 2021. február 11. 2021. április 4.                                   | 0,63 millió |
| 37.  | 5.  | Abba az is belefér (This Is What It Takes)                                                                              | Jeffrey Hunt és Darren Grant | Brett Matthews                   | 2021. február 18. 2021. április 11.                                  | 0,52 millió |
| 38.  | 6.  | Annak, akit illet (To Whom It May Concern)                                                                              | Lauren Petzke                | Thomas Brandon                   | 2021. március 11. 2021. április 18.                                  | 0,49 millió |
| 39.  | 7.  | Igen, ez tutira egy kobold (Yup, It's a Leprechaun, All Right)                                                          | Tony Griffin                 | Penny Cox és Cynthia Adarkwa     | 2021 . március 18. 2021. április 25. (HBO GO) 2021. június 6. (HBO3) | 0,57 millió |
| 40.  | 8.  | Rég nem láttalak (Long Time, No See)                                                                                    | Geoff Shotz                  | Benjamin Raab és Deric A. Hughes | 2021. március 25. 2021. május 2. (HBO GO) 2021. június 13. (HBO3)    | 0,47 millió |
| 41.  | 9.  | Minden Malivor szörny ilyen érzelmi ráhatást ihlet? (Do All Malivore Monsters Provide This Level of Emotional Insight?) | Barbara Brown                | Brett Matthews és Adam Higgs     | 2021. április 8. 2021. május 9. (HBO GO) 2021. június 20. (HBO3)     | 0,51 millió |
| 42.  | 10. | Minden jó, ha vége hó (All's Well That Ends Well)                                                                       | Jeffrey Hunt                 | Thomas Brandon és Price Peterson | 2021. április 15. 2021. május 16. (HBO GO) 2021. június 27. (HBO3)   | 0,51 millió |
| 43.  | 11. | Önmagad elől nincs menekvés (You Can't Run From Who You Are)                                                            | Trevor E.S. Juarez           | Adam Higgs és Hannah Rosner      | 2021. május 6. 2021. július 4.                                       | 0,50 millió |
| 44.  | 12. | Azért teremtettek, hogy szeresselek (I Was Made to Love You)                                                            | Michael Allowitz             | Brett Matthews                   | 2021. május 13. 2021. július 11.                                     | 0,50 millió |
| 45.  | 13. | Egy nap majd megérted (One Day You Will Understand)                                                                     | Bola Ogun                    | Cynthia Adarkwa                  | 2021. május 20. 2021. július 18.                                     | 0,53 millió |
| 46.  | 14. | Ez totál szektának tűnik (This Feels a Little Cult-y)                                                                   | America Young                | Penny Cox                        | 2021. június 10. 2021. július 25.                                    | 0,42 millió |
| 47.  | 15. | Egy új Hope (A New Hope)                                                                                                | Brett Matthews               | Brett Matthews és Thomas Brandon | 2021. június 17. 2021. augusztus 1.                                  | 0,49 millió |
| 48.  | 16. | Szemét a végzet, nem igaz? (Fate's a Bitch, Isn't It?)                                                                  | Jeffrey Hunt                 | Benjamin Raab és Deric A. Hughes | 2021. június 24. 2021. augusztus 8.                                  | 0,62 millió |

## Negyedik évad (2021-2022)
| Sor. | Év. | Cím                                                                                              | Rendező              | Író                                                              | Premier                               | Nézettség   |
| ---- | --- | ------------------------------------------------------------------------------------------------ | -------------------- | ---------------------------------------------------------------- | ------------------------------------- | ----------- |
| 49.  | 1.  | Most választanod kell (You Have to Pick One This Time)                                           | Tony Solomons        | Mark Ryan Walberg                                                | 2021. október 14. 2021. november 12.  | 0,33 millió |
| 50.  | 2.  | Nincs én a csapatban, meg egyebek (There’s No I In Team, or Whatever)                            | Michael Karasick     | Adam Higgs és Hannah Rosner                                      | 2021. október 21. 2021. november 19.  | 0,34 millió |
| 51.  | 3.  | Mind tudtuk, hogy eljön ez a nap (We All Knew This Day Was Coming)                               | Lauren Petzke        | Történet: Thomas Brandon Tévéjáték: Courtney Grace és J.P. Estes | 2021. október 28. 2021. december 3.   | 0,36 millió |
| 52.  | 4.  | Találkozunk a túloldalon (See You On The Other Side)                                             | Jeffrey Hunt         | Brett Matthews és Sylvia Batey Alcalá                            | 2021. november 4. 2021. december 10.  | 0,42 millió |
| 53.  | 5.  | Azt hittem örülsz majd nekem (I Thought You'd Be Happier to See Me)                              | Lauren Petzke        | Brett Matthews                                                   | 2021. november 11. 2021. december 17. | 0,43 millió |
| 54.  | 6.  | Messzire elkeveredtél (You're a Long Way from Home)                                              | America Young        | Thomas Brandon és Kimberly Ndombe                                | 2021. november 18. 2022. január 21.   | 0,38 millió |
| 55.  | 7.  | Egy helyen távol a sok rémes erőszaktól (Someplace Far Away from All This Violence)              | Barbara Brown        | Jose Molina és Hannah Rosner                                     | 2021. december 2. 2022. január 28.    | 0,36 millió |
| 56.  | 8.  | Sosem felejtesz el (You Will Remember Me)                                                        | Nimisha Mukerji      | Brett Matthews és Layne Morgan                                   | 2021. december 9. 2022. február 4.    | 0,36 millió |
| 57.  | 9.  | Nem lehetek az, aki megállít (I Can't Be the One to Stop You)                                    | Morenike Joela Evans | Benjamin Raab és Deric A. Hughes                                 | 2021. december 16. 2022. február 11.  | 0,37 millió |
| 58.  | 10. | Életem története (The Story of My Life)                                                          | Jeffrey Hunt         | Brett Matthews és Price Peterson                                 | 2022. február 24. 2022. május 13.     | 0,29 millió |
| 59.  | 11. | Kövesd a hangom dallamát (Follow the Sound of My Voice)                                          | Tony Griffin         | Thomas Brandon és Solange Morales                                | 2022. március 3. 2022. május 20.      | 0,36 millió |
| 60.  | 12. | Nem mind elveszett az, aki vándorol (Not All Those Who Wander Are Lost)                          | Michael A. Allowitz  | Brett Matthews és Mark Ryan Walberg                              | 2022. március 10. 2022. május 27.     | 0,26 millió |
| 61.  | 13. | Ezt a szörnyet láttad? (Was This the Monster You Saw?)                                           | Trevor E.S. Juarez   | Brett Matthews és Kimberly Ndombe                                | 2022. március 31. 2022. június 3.     | 0,42 millió |
| 62.  | 14. | Muszáj végigcsinálni (The Only Way Out Is Through)                                               | Jeffrey Hunt         | Thomas Brandon és Jose Molina                                    | 2022. április 7. 2022. június 10.     | 0,39 millió |
| 63.  | 15. | Minden ami elveszett, megkerülhet egyszer (Everything That Can Be Lost May Also Be Found)        | Brett Matthews       | Brett Matthews                                                   | 2022. április 14. 2022. június 17.    | 0,43 millió |
| 64.  | 16. | Ha te nem lennél, most nem állnék itt (I Wouldn't Be Standing Here If It Weren't For You)        | Jason Stone          | Layne Morgan és Courtney Grace                                   | 2022. április 28. 2022. június 24.    | 0,29 millió |
| 65.  | 17. | Be az erdőbe (Into the Woods)                                                                    | Jen Derwingson       | Hannah Rosner és Price Peterson                                  | 2022. május 5. 2022. július 1.        | 0,38 millió |
| 66.  | 18. | Mire ennek vége, megtudod ki lehetnél (By the End of This, You'll Know Who You Were Meant to Be) | Lauren Petzke        | Thomas Brandon                                                   | 2022. június 2. 2022. július 8.       | 0,41 millió |
| 67.  | 19. | Vér ontatik (This Can Only End in Blood)                                                         | Jeffrey Hunt         | Benjamin Raab és Deric A. Hughes                                 | 2022. június 9. 2022. július 15.      | 0,45 millió |
| 68.  | 20. | Csak ne maradj el, jó? (Just Don't Be A Stranger, Okay?)                                         | Michael A. Allowitz  | Julie Plec és Brett Matthews                                     | 2022. június 16. 2022. július 22.     | 0,41 millió |

## Fordítás
- Ez a szócikk részben vagy egészben  a   List of Legacies episodes című angol Wikipédia-szócikk ezen változatának fordításán alapul.  Az eredeti cikk szerkesztőit annak laptörténete sorolja fel. Ez a jelzés csupán a megfogalmazás eredetét és a szerzői jogokat jelzi, nem szolgál a cikkben szereplő információk forrásmegjelöléseként.